# Gesellschaft Deutscher Lebensmitteltechnologen
Die Gesellschaft Deutscher Lebensmitteltechnologen e.V. (GDL) ist ein Berufs- und Interessenverband der Lebensmitteltechnologen und der Absolventen verwandter Ausbildungsgänge in Deutschland mit rund 1.200 Mitgliedern. Die GDL ist ein gemeinnütziger Verein mit Sitz in Berlin. Verbandsorgan ist die Fachzeitschrift "Lebensmitteltechnik".

## Zweck und Ziele der GDL
Der Verein verfolgt das Ziel, Lebensmitteltechnologie zum Nutzen der Mitglieder sowie der Gesellschaft zu fördern und als Interessenverband die beruflichen Belange ihrer Mitglieder zu vertreten.
Ihre Mitglieder arbeiten in allen Bereichen der Lebensmittelbranche, an Hochschulen, im Lebensmittelhandel, bei Behörden, in Laboratorien, in der Beratung, bei nichtstaatlichen Organisationen sowie in der Zulieferindustrie.
Die Gesellschaft pflegt Kontakte zu lebensmitteltechnologischen Ausbildungsstätten sowie zu fachverwandten Gesellschaften, Ausschüssen und Verbänden im In- und Ausland (z. B. Schweizerische Gesellschaft für Lebensmittelwissenschaft und -technologie SGLWT; Verband Österreichischer Lebensmittel- und Biotechnologen, V.Ö.L.B.). Die GDL ist aktives Mitglied in der German Federation of Food Science and Technology (GeFFoST) und darüber in der EFFoST (europäische Ebene) und der IUFoST, der International Union of Food Science and Technology.
Die GDL sieht sich als Bindeglied zwischen der Landwirtschaft und dem Verbraucher, sie vertritt die wissenschaftlichen Belange der Lebensmitteltechnologie und fördert den Praxistransfer, sie nimmt bei Bedarf zu lebensmitteltechnologischen Fragen in Politik und Gesellschaft Stellung, fördert die sachliche Information des Verbrauchers zu allen Fragen in den Bereichen Lebensmittel und Ernährung und sieht sich als Ansprechpartner für Verbände, Politik und Verbraucherorganisationen.
Der Verein ist eine berufsständische Organisation, die sich auch als Moderator zwischen den zahlreichen branchenbezogenen Berufsverbänden sieht.
Sie erstellt und vertreibt Fachpublikationen, veranstaltet Tagungen, Seminare, Workshops, Kongresse und Vorträge. Sie pflegt die Verbindung zu Lehr- und Forschungsanstalten, u. a. durch Mitgliedschaft in Beiräten von Hochschulstudiengängen oder Mitarbeit bei Akkreditierungen.
Zur Förderung der Aus- und Fortbildung vergibt sie einen Wissenschaftspreises für den lebensmitteltechnologischen Nachwuchs.

## Geschichte der GDL
Der Verein ist durch Fusion vom Bund Deutscher Lebensmitteltechnologen (BDL) und dem Verband der Lebensmitteltechnologen entstanden. Der BDL geht zurück auf den 1954 in Berlin-Dahlem gegründeten „Bund der Dahlemer Obst- und Gemüseverwertungstechniker“ (BDOGT), der sich 1965 in „Bund Deutscher Obst- und Gemüseverarbeitungstechnologen“ (BDOGT) umbenannte und 1967 seinen Namen in „Bund Deutscher Lebensmitteltechnologen“ (BDL) änderte. 1979 schloss sich der „Bund Deutscher Lebensmitteltechniker“ (BDLT) dem BDL als korporatives Mitglied an. 1976 wurde in Stuttgart-Hohenheim der „Verband der Lebensmitteltechnologen“ (VLT) gegründet, der 1990 mit dem BDL zur Gesellschaft Deutscher Lebensmitteltechnologen (GDL) fusionierte.